# Hrabstwo Berks
Berks – hrabstwo w stanie Pensylwania w USA. Populacja liczy 411442 mieszkańców (stan według spisu z 2010 roku).
Powierzchnia hrabstwa to 2243 km² (w tym 18 km² stanowią wody). Gęstość zaludnienia wynosi 184,9 osoby/km².

## Miejscowości

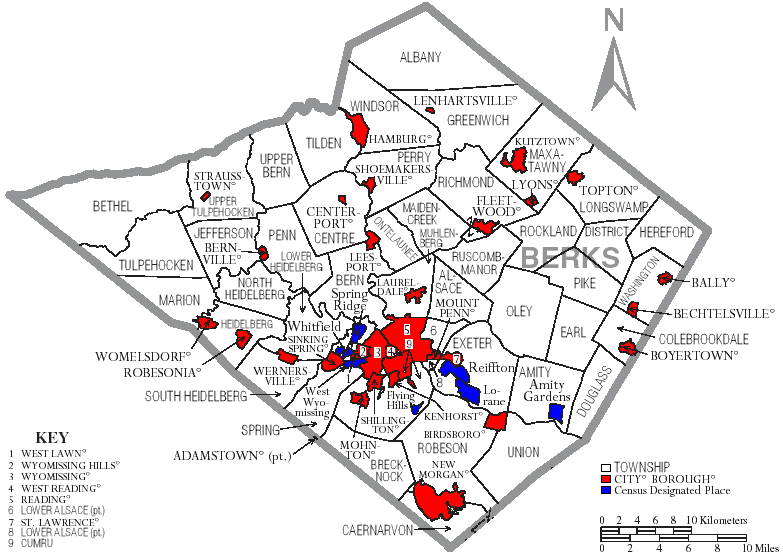
Rozmieszczenie miast i Broughs na mapie hrabstwa

### Miasta
- Reading

### Boroughs
| - Adamstown - Bally - Bechtelsville - Bernville - Birdsboro - Boyertown - Centerport - Fleetwood - Hamburg - Kenhorst | - Kutztown - Laureldale - Leesport - Lenhartsville - Lyons - Mohnton - Mount Penn - New Morgan - Robesonia - St. Lawrence | - Shillington - Shoemakersville - Sinking Spring - Strausstown - Topton - Wernersville - West Reading - Womelsdorf - Wyomissing |